# Chrobry (pociąg pancerny)
Pociąg pancerny „Chrobry” – pociąg pancerny Wojska Polskiego w II Rzeczypospolitej.
Pociąg pancerny „Bolesław Chrobry” zbudowany został 8 lipca 1920 w Warszawie.
W pierwszej dekadzie października 1920 jego uzbrojenie artyleryjskie stanowiły 2 armaty austriackie 8 cm.  Na uzbrojeniu posiadał też 8 rosyjskich karabinów maszynowych typu „Maxim”, 2 karabiny maszynowe typu „Lewis” i 2 inne karabiny maszynowe.

## Żołnierze pociągu
| Obsada personalna pociągu w 1920 | Obsada personalna pociągu w 1920 |
| Stanowisko                       | Stopień, imię i nazwisko         |
| -------------------------------- | -------------------------------- |
| Dowódca pociągu                  | kpt. Olgierd Niebieszczański     |
| Dowódca artylerii                | ppor. Józef Dobrzański           |
| Oficer artylerii                 | ppor. Paweł Flecker              |
| Dowódca plutonu szturmowego      | ppor. Jan Olszar                 |
| Lekarz                           | pchor. podlek. Julian Sieradzki  |
| Oficer załogi                    | ppor. Szczęsny Bieganowicz       |
| Oficer załogi                    | ppor. Antoni Filipek             |
| Oficer załogi                    | ppor. Roman Różycki              |